# 翟瑥
翟瑥（？—？），十六国时期西秦将领，武始郡（今甘肃省临洮县）人。
翟瑥仕乞伏归为乞伏轲弹的司马。394年十月，前秦皇帝苻崇被西秦君主（梁王）乞伏乾归驱逐，去投奔陇西王杨定。杨定亲统二万大军和苻崇一起进攻乞伏乾归，乞伏乾归则派凉州牧乞伏轲弹、秦州牧乞伏益州、立义将军越质诘归统骑兵三万抵抗。乞伏益州在平川被杨定打得大败。乞伏轲弹和越质诘归率军后退。翟瑥气愤地拔出佩剑，咆哮着说：“我主英武，开基创业，所到无人可挡，声震秦蜀。将军是乞伏宗室，担任元帅，本应竭力辅佐国家。现在，秦州虽败，我们两支大军还完整无损，怎能看到稍有不利就逃退，这样还有何面目去见主上！我翟瑥虽无要职，难道不能因紧急情况，见机诛杀将军吗？”乞伏轲弹道歉：“之前我不知道大家的心意。如果真像你所说的，我怎敢贪生怕死！”于是率领骑兵挺进，杀死了杨定和苻崇，乞伏乾归于是全部占有了陇西一带。翟瑥以功转任吏部尚书、定州刺史。397年六月，西秦君主（秦王）乞伏乾归任命定州刺史翟瑥为兴晋郡太守，镇守枹罕（今甘肃临夏县东北）。398年，乞伏乾归派遣秦州牧乞伏益州、武卫将军慕兀、冠军将军翟瑥率领骑兵二万讨伐吐谷浑。